# Pico de Contesa
Pico de Contesa är en bergstopp i Spanien.   Den ligger i provinsen Província de Lleida och regionen Katalonien, i den nordöstra delen av landet, 400 km nordost om huvudstaden Madrid. Toppen på Pico de Contesa är 2 712 meter över havet.
Terrängen runt Pico de Contesa är huvudsakligen bergig, men österut är den kuperad. Pico de Contesa ligger uppe på en höjd som går i öst-västlig riktning. Runt Pico de Contesa är det mycket glesbefolkat, med 3 invånare per kvadratkilometer. Närmaste större samhälle är Vielha, 9,6 km norr om Pico de Contesa. Trakten runt Pico de Contesa består i huvudsak av gräsmarker.